# Mack Robinson
Matthew MacKenzie Robinson, detto Mack (Cairo, 18 luglio 1912 – Pasadena, 12 marzo 2000), è stato un velocista statunitense, fratello maggiore del giocatore di baseball Jackie Robinson.

## Biografia
Nacque a Cairo, in Georgia, e presto lui e i suoi fratelli si ritrovarono senza padre dopo che questi abbandonò la madre. La famiglia si trasferì a Pasadena, in California, che divenne la città a cui Mack e i suoi fratelli si sentirono maggiormente legati. Mentre frequentava il Pasadena Junior College iniziò a praticare l'atletica leggera e stabilì record giovanili nelle specialità dei 100 metri piani, dei 200 metri piani e del salto in lungo.
Si classificò al secondo posto nei Western Regional Olympic Tryouts del 1936 che gli consentirono di partecipare con la squadra statunitense ai Giochi olimpici di Berlino.
Nella competizione olimpica vinse una medaglia d'argento nella gara dei 200 metri piani giungendo alle spalle di Jesse Owens distanziato di 4 decimi di secondo.
Mack Robinson frequentò l'Università dell'Oregon e si laureò nel 1941. Durante i suoi anni universitari vinse numerose competizioni NCAA. I suoi meriti sportivi gli hanno consentito di entrare nella University of Oregon Hall of Fame (1995) e nella Oregon Sports Hall of Fame (1981).
Una volta terminata la carriera sportiva si dedicò ad opere sociali, fu molto attivo nel combattere il fenomeno del crimine di strada a Pasadena, la sua città. Per onorare la sua memoria e il suo impegno venne inaugurato nel 1997 il Pasadena Robinson Memorial dedicato a lui e a suo fratello Jackie. Inoltre in suo nome sono intitolati lo stadio del Pasadena City College e il palazzo dove ha sede l'ufficio postale della città.
Morì il 12 marzo 2000 a Pasadena a causa di complicazioni derivanti dal diabete, insufficienza renale e polmonite.

## Palmarès
| Anno | Manifestazione  | Sede    | Evento      | Risultato | Prestazione | Note |
| ---- | --------------- | ------- | ----------- | --------- | ----------- | ---- |
| 1936 | Giochi olimpici | Berlino | 200 m piani | Argento   | 21"1        |      |